# Operazione Alsos
L'operazione Alsos fu un programma di spionaggio e di sabotaggio del programma nucleare militare tedesco compiuto dalle forze alleate durante la seconda guerra mondiale.

## Storia
La prima missione dell'Alsos arrivò in Italia al seguito dello sbarco di Anzio il 22 gennaio 1944, al comando del colonnello Boris Pash. Appena liberata Roma l'Alsos contattò Edoardo Amaldi che informò Boris Pash di non avere notizie in proposito. In Francia fu contattato Frédéric Joliot-Curie che diede la medesima risposta, mentre in Germania, il 15 gennaio 1945, si rinvenne la prima documentazione che indicava un ritardo dei tedeschi di circa due anni. Ciononostante, addentrandosi in Germania, gli uomini dell'Alsos catturarono quasi tutti gli scienziati tedeschi impegnati nelle ricerche nucleari, tranne Werner Heisenberg che però si consegnò spontaneamente il 3 maggio, a pochi giorni dalla fine della guerra.

## Obiettivi
L'obiettivo era localizzare le risorse nucleari tedesche, i materiali, le capacità tecnologiche e individuare il personale scientifico impiegato, con gli scopi di verificare la distanza dalla capacità di realizzare la bomba atomica dei nazisti e quello di reclutare esperti per il progetto Manhattan, anche per impedire che finissero sotto l'ala sovietica.
Gli americani sapevano che anche in Germania si studiava la possibilità di impiegare la reazione nucleare quale sistema d'arma e temevano di essere colti impreparati da sviluppi più rapidi del previsto da parte del nemico. Fu così costituita la missione, che prevedeva l'invio in zona d'operazioni di militari, tecnici e scienziati addestrati per scoprire i risultati tedeschi.